# Diário do Nordeste
Diário do Nordeste est un journal quotidien brésilien.